# Ульріке Ріхтер
Ульріке Ріхтер (нім. Ulrike Richter, 17 червня 1959) — німецька плавчиня.
Олімпійська чемпіонка 1976 року. Чемпіонка світу з водних видів спорту 1973, 1975 років.
Чемпіонка Європи з водних видів спорту 1974, 1977 років.